# دوگانه‌گرایی (فرمان‌شناسی)
دوگانه‌انگاری سایبرنتیک (به انگلیسی: Dualism (cybernetics)) به سیستم یا مشکلاتی اطلاق می‌شود که در آن یک یا چند هوش رقیب یا دشمن تلاش می‌کنند از نقاط ضعف محقق بهره‌برداری کنند. مثال‌ها می‌تواند شامل حریف بازی، قانون مخالف، یا تلاش برای سیاست‌گذاری و بنده سازی باشد.